# Violetter Lacktrichterling
Der Violette oder Amethystblaue Lacktrichterling (Laccaria amethystina) ist eine Pilzart aus der Familie der Heidetrüffelverwandten. Der auch unter dem Namen Violetter Bläuling oder kurz Bläuling bekannte Pilz ist wie alle Lacktrichterlinge essbar. Den Namen hat er seiner durchgängig violetten Färbung zu verdanken, die im feuchten Zustand sehr kräftig violett bis lila ausfällt und im trockenen Zustand zu hell-violett bis fast weiß ausblasst.

## Merkmale

### Makroskopische Merkmale
Der Violette Lacktrichterling ist klein bis mittelgroß. Sein wichtigstes Erkennungsmerkmal ist die im frisch-feuchten Zustand sattviolette Farbe; bei Trockenheit verblasst der Pilz jedoch und kann fast weiß werden. Der Hut mit 2–6 cm Durchmesser ist flach bis gewölbt und wird mit zunehmendem Alter oft wellig und erscheint genabelt. Der 4–10 cm lange und etwa 4–8 mm breite, steife Stiel ist meist leicht faserig und an der Basis mit Myzelfilz überzogen. Er verfügt über relativ wenige, weitstehende Lamellen, die wie der ganze Pilz violett gefärbt sind. Im Gegensatz zum Hut bleibt ihre Farbe beim Trocknen jedoch erhalten, sie bleichen nicht weißlich aus. Sie sind dicklich, wachsartig und recht breit angewachsen. Das Sporenpulver ist weiß und inamyloid. Das Fleisch ist violettlich und wässrig durchzogen. Er riecht und schmeckt unauffällig bis nicht wahrnehmbar.

### Mikroskopische Merkmale
Die Sporen haben eine rundlich-ovale Form und 7–10 Mikrometer Durchmesser. Die Oberfläche ist mit spitzen Stacheln besetzt, die ungefähr 2 Mikrometer lang werden. Ein Keimporus fehlt.

## Ökologie und Phänologie
Von Sommer bis Herbst ist er vor allem in Laub- und Nadelwäldern weit verbreitet. Dort wächst er an feuchten Stellen auf Laub- sowie Nadelstreu.

## Bedeutung
Der Violette Lacktrichterling ist – wie alle Lacktrichterlinge – essbar und mit seinem milden Geschmack als Speisepilz geeignet. Exemplare mit rein violetter Färbung sollen für den Verzehr besser geeignet sein. Nach der Reaktorkatastrophe in Tschernobyl 1986 wies der Pilz sehr hohe Cäsium-137-Werte auf, da er dieses anreichert. Da das Isotop aber inzwischen in tiefere Bodenschichten abgesunken ist, wird es vom oberflächennahen Myzel nicht mehr erreicht, sodass die Belastung heute deutlich unter dem Grenzwert für Lebensmittel von 600 Bq/kg liegt. Die Art reichert das Karzinogen Dimethylarsinsäure an, weshalb sie nur in geringen Mengen verzehrt und aus beispielsweise durch Eisenverarbeitung oder Bergbau belasteten Gebieten gemieden werden sollte.